# Sky TG24
 (septembre 2024).
Si vous disposez d'ouvrages ou d'articles de référence ou si vous connaissez des sites web de qualité traitant du thème abordé ici, merci de compléter l'article en donnant les références utiles à sa vérifiabilité et en les liant à la section « Notes et références ».
Sky TG24 est une chaîne de télévision italienne spécialisée dans l'information en continu appartenant à Sky Italia. Elle est la branche italienne de la chaîne d'information anglaise Sky News. Première en termes d'audience parmi les chaînes d'information en continu italiennes, Sky TG24 est considérée aussi comme étant la source d'information télé la plus fiable selon les spectateurs italiens. « TG24 » signifie « telegiornale 24 », c'est-à-dire « journal télévisé 24 heures sur 24 ».
La chaîne couvre l'actualité, le sport, la bourse et la météo, avec un journal en direct toutes les 30 minutes de 6 h à 1 h. Sa programmation prévoit également des rubriques (culture, technologie, science) et des émissions spéciales (format interview et talk show) qui engagent les voix majeures de la scène italienne et internationale.
Depuis 2021, Sky TG24 organise également "Live In", une série d'événements live avec des invités extraordinaires (premiers ministres, PDGs, experts et écrivains internationaux) dans des lieux extraordinaires en Italie (Rome, Florence, Milan, Courmayeur, Naples...).

## Emissions

### Journaux télévisés
Sky TG24 offre l'information 24 heures sur 24, avec une alternance de journaux télévisés et d'émissions d'approfondissement.
En semaine, de 6 h à 9 h, la chaîne diffuse Sky TG24 Mattina avec Tonia Cartolano, où l'on fait le point sur l'actualité de la journée précédente et débutante, avec les revues de presse et des nombreux interventions des chroniqueurs et des correspondants. À suivre, la journaliste Giovanna Pancheri présente le talk show de politique Start, qui se distingue comme l'une des émissions matinales politiques les plus pertinentes de la télé italienne.
Parmi les émissions les plus importantes de la chaîne, on compte également:
- Business, un programme sur la finance présenté par Mariangela Pira ;
- Sky TG24 Economia, une émission sur l'économie présentée par Andrea Bignami et Alessandro Marenzi ;
- Mondo, une émission consacrée à l'information internationale présentée par Liliana Faccioli Pintozzi et Roberto Tallei ;
- Stories, un format d'interviews avec les représentants du monde de la culture italienne, présenté par Omar Schillaci .

## Emissions spéciales
Avec un focus sur les breaking news, Sky TG24 est reconnue par le public italien aussi grâce à ses reportages, ses documentaires et à ses émissions spéciales, parmi lesquelles on compte:
- Tribù, un talk show sur les élections avec les principaux dirigeants politiques italiens, présenté par Fabio Vitale :
- Il Confronto, un débat télévisé avec les têtes de liste lors des élections politiques nationales ;
- Vite - L'arte del possibile, un format d'interviews à de personnalités d'envergure internationale (Francis Ford Coppola, Jovanotti, Brunello Cucinelli, Renzo Piano, Paolo Sorrentino...) présenté par le rédacteur en chef Giuseppe De Bellis ;
- Idee per il dopo, un format d'approfondissement sur les défis de nôtre temps, avec des invités internationaux experts d'IA, technologie, science, alimentation...

## Rubriques
- NOW, une rubrique sur l'innovation et la technologie ;
- Drive Club, une rubrique sur la mobilité ;
- FLASH, une rubrique sur le lifestyle (art, culture, mode, gastronomie, hôtellerie)

## Présence en ligne et réseaux sociaux
Initialement une chaîne de télévision, Sky TG24 est désormais un média multiplateforme. Son site internet d'information, mis à jour 24 heures sur 24, est parmi les plus consultés en Italie et est reconnu comme le plus fiable parmi les sites d'information généraliste, selon le Digital News Report du Reuters Institute 2023.
La chaîne d'info compte aussi sur plus de 8 millions d'abonnés sur les réseaux sociaux : X/Twitter (4M), Facebook (1,6M) Instagram (1,1M), TikTok (300K), YouTube, WhatsApp, Telegram.

## Correspondants
La chaîne compte différents correspondants sur le terrain.
En Italie : Massimo Postiglione (Turin), Gianfranco Gatto (Padoue), Flavio Isernia (Bologne), Chiara Caleo (Florence), Gaia Bozza (Naples), Piero Ancona (Bari), Raffaella Daino et Fulvio Viviano (Palerme), Anna Chieregato (Gênes).
À l'international : Marco Congiu (New York), Renato Coen (Bruxelles), Tiziana Prezzo (Londres), Chiara Piotto (Paris), Flavia Cappellini (Tel Aviv), Alessandro Ricci (Berlin).

## Logos

2016-2018
2018-2021
2021-

## Canada
Sky TG24 Canada était une chaîne de télévision spécialisée de catégorie B appartenant à Telelatino Network Inc. (Corus Entertainment (50.5 %), Italo Rosati (16.5 %), Romeo Di Battista (16.5 %), Joseph Vitale (16.5 %)). Elle diffuse en simultané la programmation italienne de Sky TG24 et insère des publicités canadiennes ainsi que quelques émissions canadiennes afin de remplir ses conditions de licence.
Après avoir obtenu une licence auprès du CRTC pour le service Network Italia, Telelatino Network a lancé le service sous le nom de Sky TG24 le 15 juin 2005.
En décembre 2016, la chaîne change de nom pour Mediaset TGCOM 24, changeant de source pour la chaîne italienne TGCOM24 de Mediaset.